# Joan Sala i Ferrer
Joan Sala i Ferrer, anomenat també Joan de Serrallonga (Viladrau, 21 d'abril de 1594 - Barcelona, 8 de gener de 1634) va ser un bandoler català que ha romàs com a personatge de llegenda, recordat pels balls d'en Serrallonga dedicats a ell i per la novel·la Don Joan de Serrallonga de Víctor Balaguer.
Va néixer a Viladrau en el si d'una família pagesa benestant. Aviat, però, les dificultats econòmiques el van empènyer a delinquir. El sobrenom de Serrallonga el deu a la seva dona, Margarida Tallades, pubilla del mas mas de Serrallonga de Querós. Al principi, Serrallonga compaginava l'activitat delictiva amb la vida de pagès. El 1622, però, tot va canviar quan va matar un veí que l'havia denunciat. Va ser l'inici d'una fugida que va acabar amb la seva mort. El bandoler es va dedicar plenament a la colla de bandolers que dirigia i a assaltar masies, segrestar gent per obtenir rescats i cometre assassinats. De veu en veu i fins avui en dia la gent d'Osona assegura que en alguna ocasió havia repartit diners robats de la posta reial (impostos) per pobles i viles, llençant-los enmig d'una multitud que l'aclamava, en agraïment per haver-lo ajudat a amagar-se de les tropes del virrei, postulats romàntics n'aprofitaren la seva fama i carisma popular per convertir-lo en un heroi del poble. Finalment, va ser capturat el 31 d'octubre de 1633, pel tinent Ferran Paulí, a prop de Santa Coloma de Farners, i fou torturat i executat brutalment a Barcelona unes setmanes més tard.

## Biografia

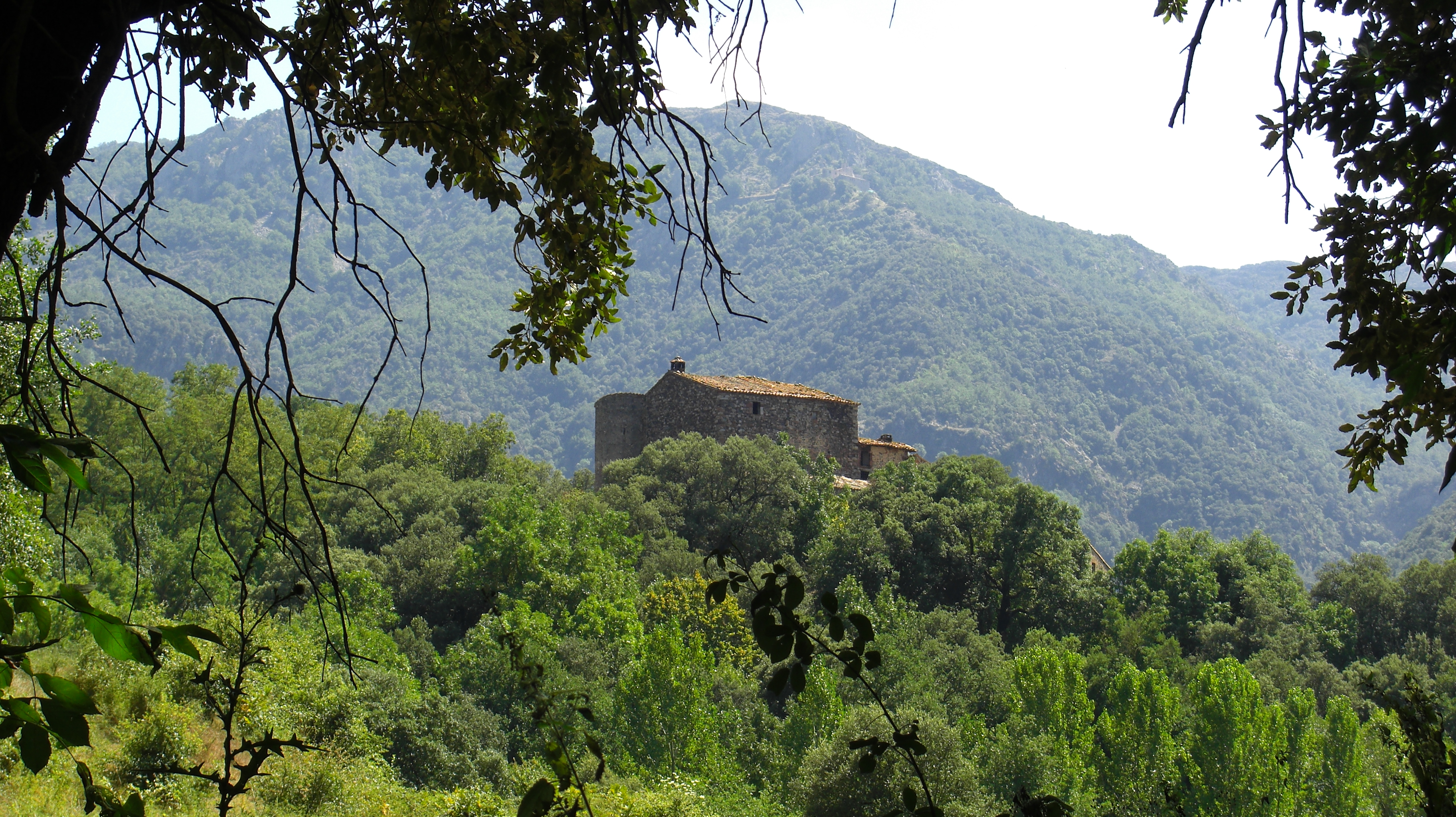
Masia La Sala, casa pairal de Joan Sala, Serrallonga, a Viladrau.

Serrallonga va ser fill del nyerro Joan Sala i de Joana Ferrer, va néixer al mas La Sala de Viladrau el 21 d'abril de 1594. Als quatre anys, el 18 de gener de 1598, quedà orfe de mare, i el seu pare i el seu germà Antoni feren un doble casament amb Margarida i Elisabet, germanes del mas Riera de Tona, que esdevingueren sogra i nora l'una de l'altra. Va treballar a can Tarrés de Sant Hilari Sacalm, cosa que li donà l'oportunitat de conèixer Margarida Tallades Serrallonga, la pubilla del mas Serrallonga de Querós, a uns disset quilòmetres de Sant Hilari. Joan Sala i Margarida es casaren, més endavant, a l'església de Sant Martí de Querós i tingueren cinc fills: Elisabet, Antoni, Mariana, Josep Baltasar i Isidre.
L'any 1627, perseguit pels soldats de Felip IV, fugí un any al Rosselló, que encara no havia estat annexionat a França, amb la complicitat de molts catalans, entre els quals els seus assalts als carruatges reials que recollien els imposts despertaven molta simpatia.
L'any 1633, refugiat al Ripollès, troba Joana Massissa, la segresta i vaguen sols per Catalunya i França.

### Robatoris que li són atribuïts
- Mas dels ous de Jafre (Baix Empordà). Serrallonga assaltà el mas el 15 de febrer de 1623. Per fer-ho comptà amb l'ajut dels germans Borrullet, un dels quals havia estat ermità del Santuari de la Font Santa, veïns de Jafre, els quals foren penjats més tard a Verges.
- Mas Boada de Salitja
- Mas Rebronet de les Planes, intent fracassat.
- Robatori dels impostos reials d'un carregament prop de Vic.
- Robatori de la posta amb diners de l'Estat, febrer de 1628

Va ser capturat a ca l'Agustí, a Santa Coloma de Farners.
Al Puig de la Força es troben les restes d'un antic castell i una cambra soterrada i fosca, on diuen que en Serrallonga amagava les víctimes dels seus segrestos.
En Serrallonga va ser executat el 8 de gener del 1634 a Barcelona, a la forca.

### Integrants coneguts de la banda d'en Serrallonga
En una crida de 1633 consten com a membres de la seva quadrilla els següents:
| - Valentí Oliveres, texidor de lli de Sant Llorenç Savall. - Ramon Montada, de dit lloc. - Jacinto Vila, dit lo Magai d'Artés. | - Pere Puig, de Castellterçol. - Joan T., dit lo Monget de Tona. - Joan Gardan, dit lo garsó de Caldes de Montbui. |

## Llegendari
L'imaginari popular va modificar la figura d'en Serrallonga i el va omplir de virtuts i compromisos que no havia adquirit al llarg de la vida. El llegendari assegura que:
- Robava als rics per repartir als pobres.
- Va rescatar la seva estimada dels nyerros.[5]

La seva vida va convertir-se en objecte de romanços, cançons populars, obres teatrals com la de Víctor Balaguer o balls parlats com el de Mataró el 1864 i el de Reus el 1865.

## Obres literàries sobre la seva figura
- Don Joan de Serrallonga, tragèdia de Víctor Balaguer
- Torna Serrallonga 1640, de Ricard Dilmé (la història de com aquell bandoler català, esdevingut mite, va tornar del seu particular infern i va emprendre un nou compromís amb la història, tot vivint la guerra dels segadors).
- La vida i la mort de lo bandoler Serrallonga.
- Serrallonga, el bandoler llegendari català, de Xavier Roviró (Repàs biogràfic i recull folklòric sobre el bandoler).
- Serrallonga, Déu vos guard, de diversos autors (diversos estudis sobre la biografia i, sobretot, els balls parlats d'en Serrallonga, amb el text complet del ball d'en Serrallonga, en la versió de Perafita).
- Serrallonga, l'últim bandoler, de Llorenç Capdevila (primera biografia novel·lada del bandoler de les Guilleries)
- Serrallonga: vida i mite del famós bandoler, llibre en col·laboració entre l'historiador Joan Reglà, qui s'ocupa de la vida i la realitat històrica del personatge i l'escriptor Joan Fuster, qui s'acosta a la dimensió literària i popular del mite.

## Audiovisuals sobre la seva vida
- Serrallonga, la llegenda del bandoler (2008), minisèrie televisiva dirigida per Esteve Rovira. Una coproducció de TVC, Oberon, TVE, ...
- A l'ombra d'en Serrallonga de Digitàlia Audiovisuals, documental que explica la història del bandoler, a partir d'uns excursionistes que recorren a peu els paratges més propers a Serrallonga.
- Espai Montseny.[6] L'Espai Montseny de Viladrau és un equipament espectacular que permet entendre les llegendes i històries del Montseny. Està dedicat al tema de les bruixes, dones d'aigua i els bandolers, i està equipat amb tecnologia multimèdia d'última generació. Amb projeccions de gran format, hologrames i efectes molt suggestius i espectaculars, es coneix la història de bandoler Serrallonga, nascut a Viladrau.

## Música relacionada amb el bandoler[calcitació]
- Don Joan de Serrallonga, sarsuela en tres actes estrenada al Teatre Tívoli el 1922, amb llibret de Francesc Pujols sobre l'obra de Víctor Balaguer i música d'Enric Morera.
- El grup de música Esquirols va compondre una peça dedicada al bandoler a partir del romanç popular "Torna Torna Serrallonga" que és molt coneguda en el món de la cançó en català i el folklore osonenc i escolta. Anys més tard va ser adaptada pel grup Mesclat.
- Serrallonga, col·laboració entre Lildami i el grup Oques Grasses, en el primer disc d'estudi de Lildami "Flors mentres visqui"